# Mas del Molí
El Mas del Molí o molí del Mas de Baix és un edifici al poble de Sant Pere dels Arquells, al municipi de Ribera d'Ondara (Segarra) inclòs a l'Inventari del Patrimoni Arquitectònic de Catalunya. Construcció molt remodelada i adaptada actualment com a habitatge, i conserva molt poques restes de l'antic molí fariner que aprofitava l'aigua de la ribera dreta del riu Ondara. L'habitatge és de planta rectangular, estructurat a partir de planta baixa, primer i segon pis i presenta una coberta a doble vessant. L'obra està realitzada amb paredat i les seves obertures, estructurades i decorades amb cantells de maó. A la zona de jardí que envolta aquest habitatge hi troben les moles emprades per xafar en gra de primitiu molí.
El molí fariner segarrenc necessitava una gran bassa per poder emmagatzemar el màxim d'aigua per al seu funcionament. Una de les parts més importants era el cacau, que bastia a un extrem de la bassa i tenia com a funció regular la pressió de l'aigua en la seva caiguda. Del cacau, l'aigua passava d'un canal a un rodet generalment de fusta i disposat horitzontalment. El moviment giratori del rodet es transmetia a l'eix de fusta, eix que tenia el seu extrem superior l'hèlix de ferro que anava encaixada a la mola superior. Aquesta pedra girava sobre una mola inferior fixada. La pressió de les dues moles convertia el gra amb farina.